# Valérie Six
Pour les articles homonymes, voir Six (homonymie).
Valérie Six, née le 11 janvier 1963 à Seclin, est une femme politique française, membre de l'Union des démocrates et indépendants.

## Biographie
Elle est conseillère municipale de Croix, dans le Nord, de 2001 à 2020, et première adjointe durant la mandature 2014-2020. Elle est élue conseillère de la métropole européenne de Lille pour sa commune en 2014 puis conseillère régionale l'année suivante.
Elle devient députée de la septième circonscription du Nord en 2020 en remplacement de Francis Vercamer, élu maire, qui démissionne pour éviter le cumul de mandats, et dont elle est la suppléante. Elle rejoint le groupe UDI et indépendants. Candidate à un nouveau mandat en 2022, elle termine troisième du premier tour avec 17,93 % des voix et est éliminée.